# Wiatrogóra
Wiatrogóra – wzniesienie na Równinie Gryfickiej o wysokości 49,2 m n.p.m., położone w woj. zachodniopomorskie, w powiecie gryfickim, w gminie Gryfice.
Zachodni wierzchołek Wiatrogóry ma wysokość 46,1 m n.p.m.
Przy południowym podnóżu wzniesienia leży wieś Barkowo. Ok. 0,3 km na wschód od Wiatrogóry znajduje się Jezioro Rejowickie, będące zbiornikiem przepływowym rzeki Regi. Przy zachodnim podnóżu wzniesienia przebiega droga wojewódzka nr 109.
Nazwę Wiatrogóra wprowadzono urzędowo rozporządzeniem w 1949 roku, zastępując poprzednią niemiecką nazwę Mühlen Berg.